# Los agentes del quinto grupo
Los agentes del quinto grupo es una película española de suspense del año 1955 dirigida por Ricardo Gascón en B/N.

## Argumento
Un grupo de agentes secretos está tras la pista de Barrier para localizar a una peligrosa banda de delincuentes.